# Mjötviður til Fóta
Mjötviður til Fóta fue un álbum lanzado para conmemorar el 20º aniversario del resurgimiento de Þeyr, una de las bandas más importantes de Islandia de la década de 1980.

Como su nombre indica, Mjötviður til Fóta contiene canciones recuperadas del álbum Mjötviður Mær y el sencillo Iður til Fóta, ambos trabajos lanzados en 1981.

El material fue originalmente grabado en Studio Hljóðriti y fue sometido a un proceso de restauración que comenzó el 25 de octubre de 2001 en Stafræna Hljóðupptökufélaginu cuando el guitarrista y científico Guðlaugur Kristinn Óttarsson condujo el proceso de preservación mediante un sistema de térmico en el que se emplearon termómetros análogos.
Þeyr nunca reeditó sus otros trabajos ya que se cree que las copias originales están perdidas y de esta manera, el único material discográfico en existencia son este lanzamiento además de otros compilados islandeses en los que aparece la banda.

## Créditos
Vocalista: Magnús Guðmundsson.

Guitarra y sonidos electrónicos: Guðlaugur Kristinn Óttarsson.

Guitarra y vocales: Þorsteinn Magnússon.

Bajo, teclados y vocales de fondo: Hilmar Örn Agnarsson.

Batería y vocales de fondo: Sigtryggur Baldursson.

Producción: Þeyr y Tony Cook.

Ingeniero de grabación: Tony Cook.

Influencia artística: Sigga Vala.

Ingeniero principal y letras: Hilmar Örn Hilmarsson.

Grabado en: Stafræna Hjóðupptökufélaginu.

Dirección: Svein Kjartansson.

Supervisores de digitalización: Guðlaugur Kristinn Óttarsson, Hilmar Örn Agnarsson and Hilmar Örn Hilmarsson.

Consultores: Guðmundur Bjarnason and Gunnar Smári Helgason.

Preservación térmica caliente/fría: Guðlaugur Kristinn Óttarsson.

Diseño de álbum y logo del Lobo: Robert Guillemette.

Dirección de arte: Hilmar Örn Hilmarsson.

Fotografías: Gunnar Vilhelmsson.

Dirección: Guðni Rúnar Agnarsson.

Agradecimiento: Vivan Hrefna Óttarsdóttir por su apoyo y soporte gastronómico.